# Stempfermühlquelle
Koordinaten: 49° 46′ 15,4″ N, 11° 19′ 51,1″ O
Die Stempfermühlquelle ist eine starke Karstquelle bei Gößweinstein im Landkreis Forchheim in Bayern.

## Lage

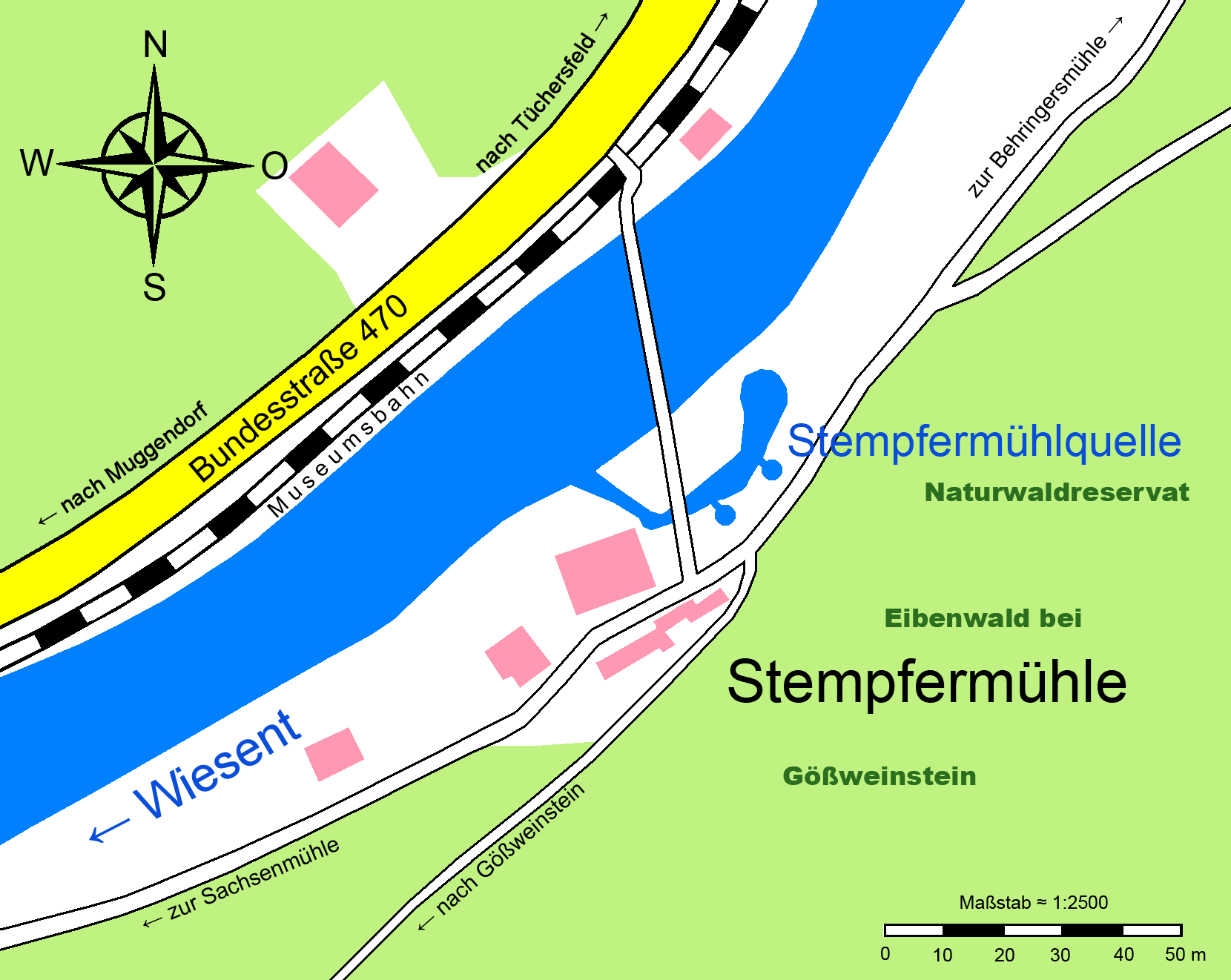
Karte der Stempfermühlquelle

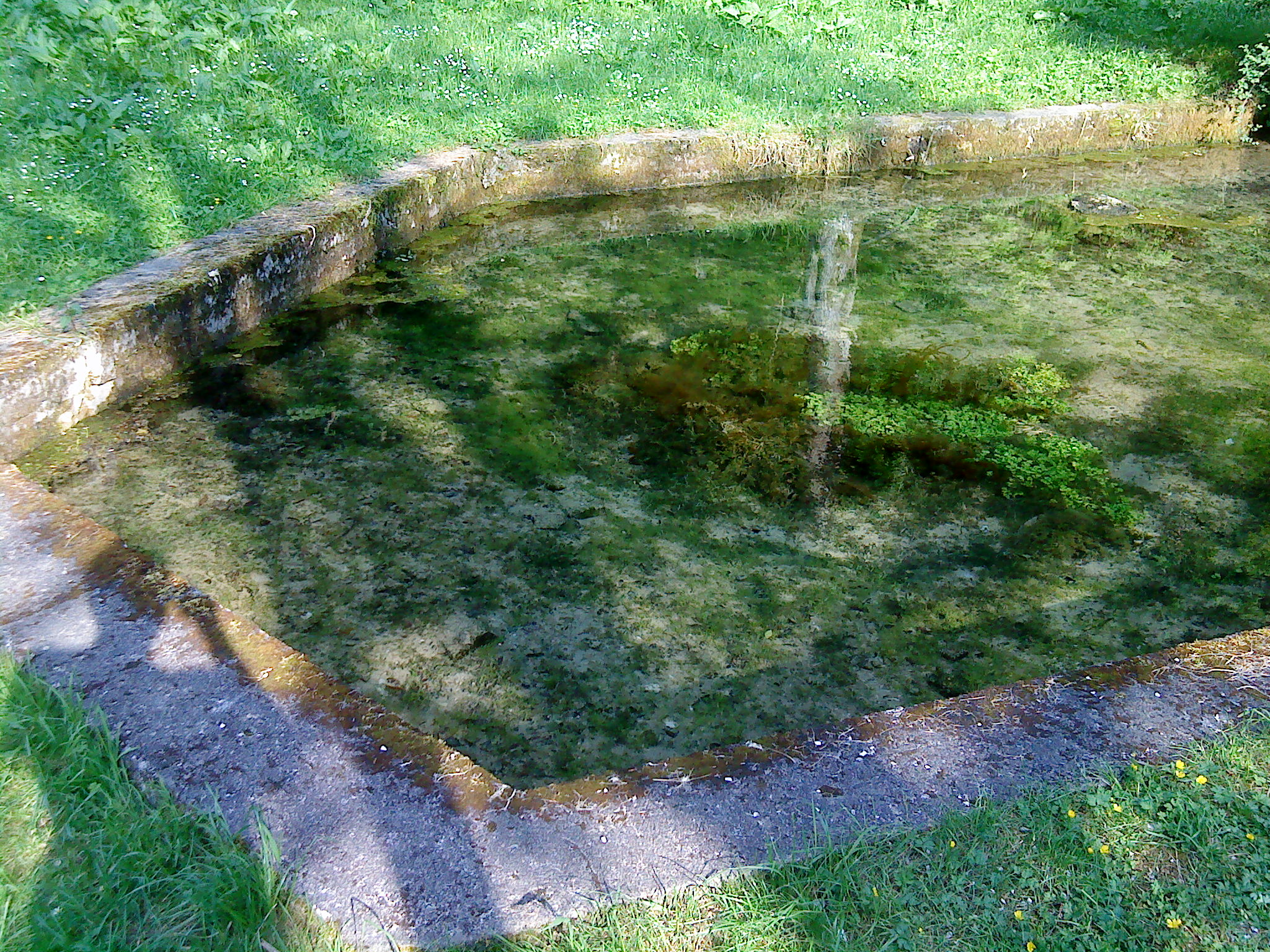
Die Topfquelle

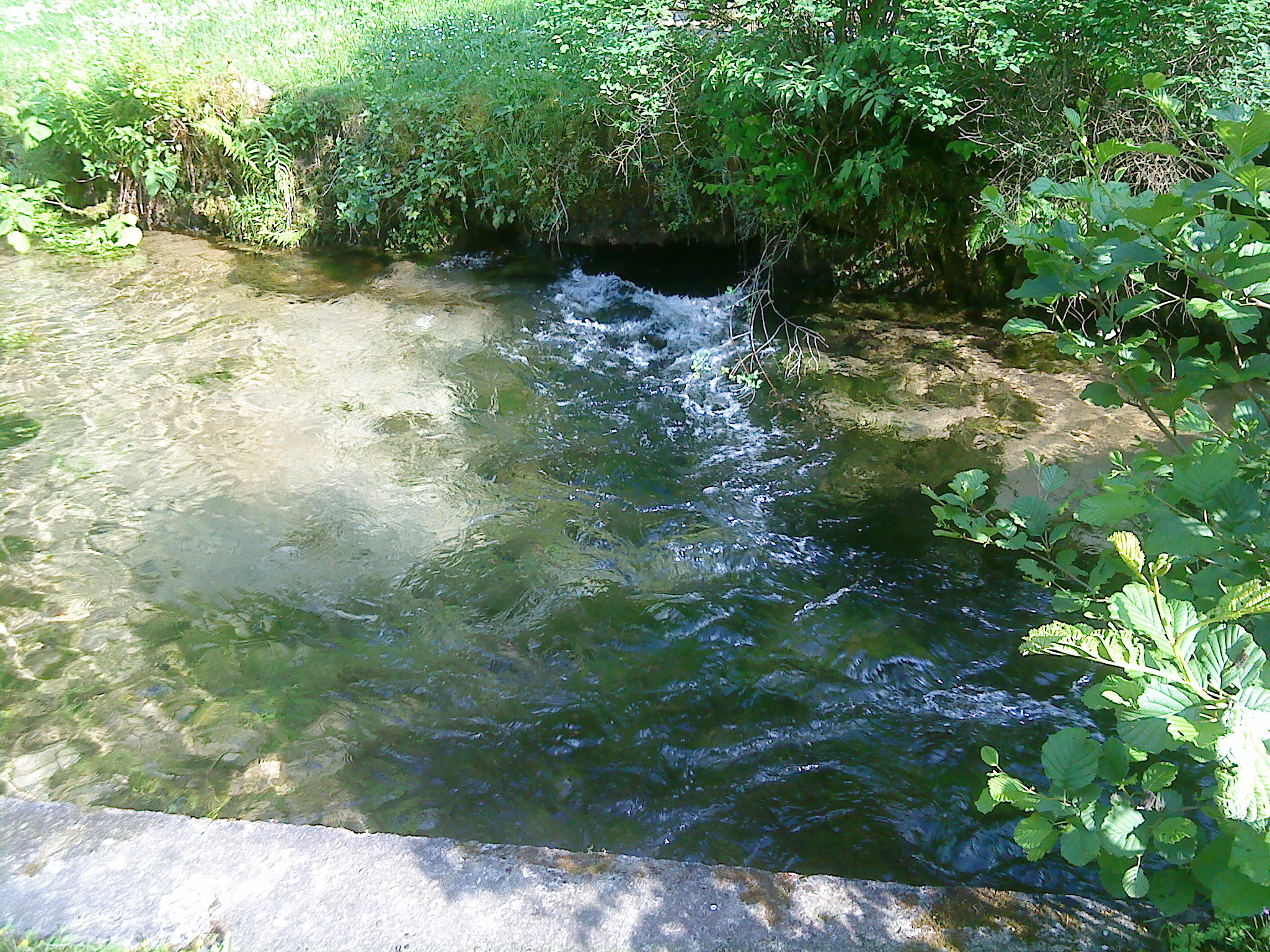
Die stärkere Sturzquelle

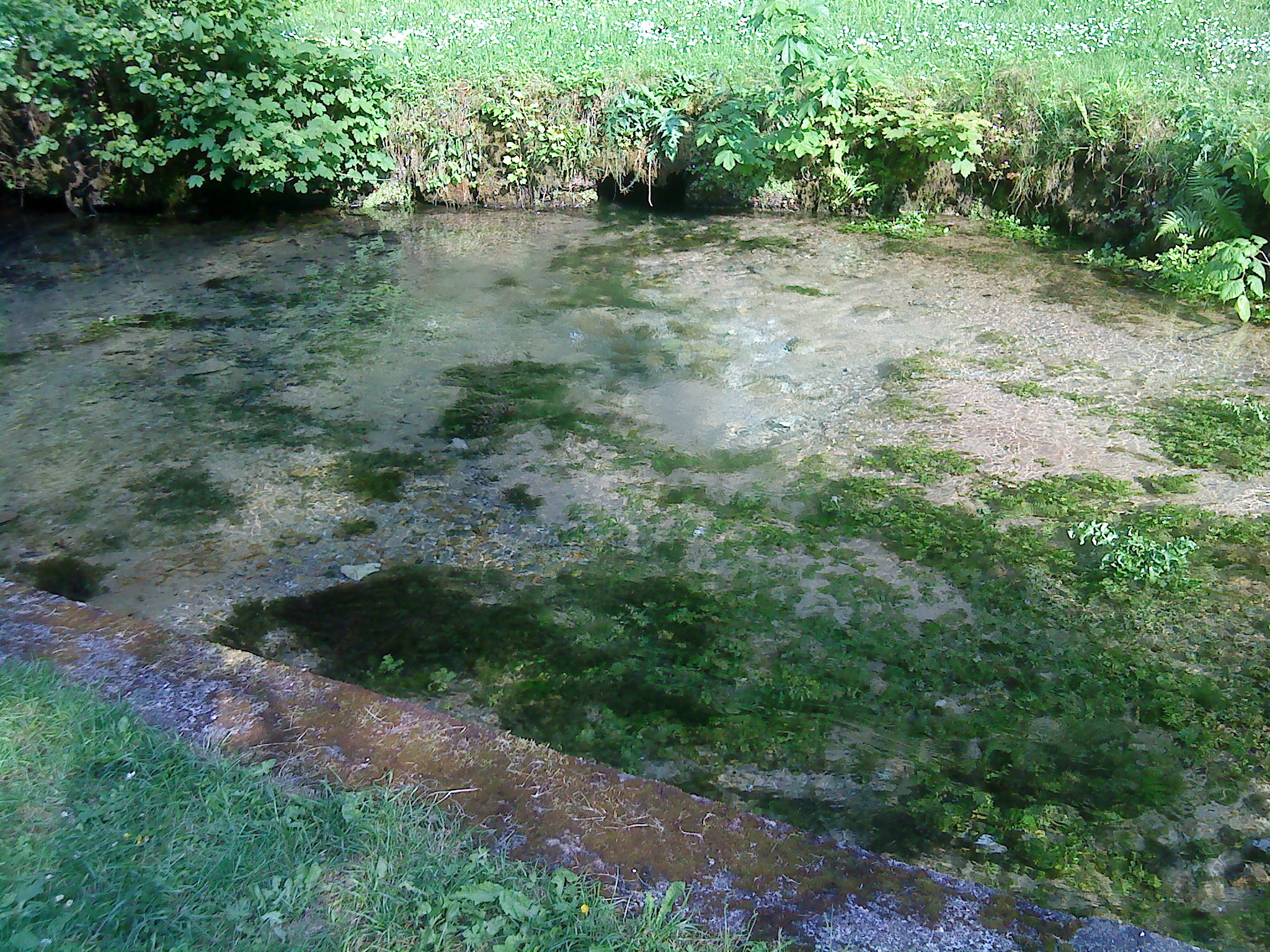
Die schwächere Sturzquelle

Die Stempfermühlquelle befindet sich im Tal der Wiesent zwischen Behringersmühle und Muggendorf an der Stempfermühle in der Fränkischen Schweiz. Das Quellbecken liegt unmittelbar am linken Ufer der Wiesent. Auf der gegenüberliegenden Flussseite verlaufen die Bundesstraße 470 und die Wiesenttalbahn.

## Daten
Die Karstquelle schüttet pro Sekunde etwa 500–600 Liter Wasser und ist damit die stärkste Quelle der Fränkischen Schweiz. Am Quelltopf befindet sich ein digitaler Wasserzähler, der die tägliche Schüttung in Kubikmetern anzeigt. Aus dem Felsen strömt das Wasser zweier enormer Sturzquellen, das sich in einem Quelltopf sammelt. In diesem befindet sich auch eine Topfquelle. Das Wasser fließt über einen Ablauf zur Stempfermühle, die damit früher betrieben wurde. Weitere Quellaustritte können am Ufer der Wiesent beobachtet werden. Auch bei starken Trockenperioden sind keine Schüttungsschwankungen der Quelle zu verzeichnen. Man vermutet deshalb, dass ihr Einzugsgebiet sehr groß ist und sogar in den Veldensteiner Forst hineinragt. Kontrastwasseruntersuchungen haben nachgewiesen, dass zwischen der Stempfermühlquelle und der Fellner-Doline in einer Entfernung von 1,6 Kilometern eine direkte Verbindung besteht.

## Geschichte
Bis 1924 wurde mit dem Quellwasser die Stempfermühle betrieben. Die Quelle wurde neu gefasst und an die Gößweinsteiner Wasserversorgung angeschlossen. Trotz hervorragender Qualität des Quellwassers konnte die Wasserversorgung wegen eines nicht ausweisbaren Wasserschutzgebietes nicht aufrechterhalten werden und wurde 1992 zurückgebaut.
Viktor von Scheffel der an der Quelle rastete, schrieb über sie folgende Verse:

„Dem Fels entsprudeln stark und kühl
 Drei nah vereinte Quellen
 Und tragen bei der Stempfermühl'
 Zur Wisunt ihre Wellen...
 Wo Wiesent einst und Elch und Ur
 Vreislich zur Tränke trabte
 Dort war's gottlob doch einmal nur – 
 Dass Wasser uns erlabte!“

## Geotop
Die Quelle ist vom Bayerischen Landesamt für Umwelt als Geotop 474Q002 ausgewiesen. Siehe hierzu auch die Liste der Geotope im Landkreis Forchheim.